# نيستور ناربونا
نيستور مارسيلو نربونا بيزارو (من مواليد 23 يناير 1979) هو لاعب كرة قدم محترف سابق، عُرف آخر مرة بمشاركته في مركز المدافع مع نادي ديبورتيس لاسيرينا. وُلد في تشيلي، ومثّل منتخب فلسطين لكرة القدم على المستوى الدولي.

## المسيرة المهنية
بدأ نستور ناربونا مسيرته الاحترافية في وطنه، حيث لعب لصالح نادي ديبورتيس لاسيرينا ونادي كوكيمبو أونيدو، كما لعب في أندية بالستينو وديبورتيس أنتوفاغاستا.
دوليًا، مثل ناربونا منتخب فلسطين لكرة القدم خلال تصفيات كأس آسيا 2004.

## ما بعد الاعتزال
بعد اعتزاله، عمل مدربًا في أكاديمية كرة القدم التابعة لنادي ديبورتيفو إي كولتورال ميناس إل روميرال بمدينة لا سيرينا.نيستور مارسيلو نربونا بيزارو (من مواليد 23 يناير 1979) هو لاعب كرة قدم محترف سابق، عُرف آخر مرة بمشاركته في مركز المدافع مع نادي ديبورتيس لاسيرينا. وُلد في تشيلي، ومثّل منتخب فلسطين لكرة القدم على المستوى الدولي.